# Trixoscelis flagellata
Trixoscelis flagellata är en tvåvingeart som beskrevs av Miguel Carles-Tolrá och Karen Ventura 2001.
Trixoscelis flagellata ingår i släktet Trixoscelis och familjen myllflugor. Inga underarter finns listade i Catalogue of Life.